# Либерия на летних Олимпийских играх 1960
Либерия принимала участие в Летних Олимпийских играх 1960 года в Риме (Италия) во второй раз за свою историю, но не завоевала ни одной медали. Сборную страны представляли четверо легкоатлетов.

## Результаты

### Лёгкая атлетика
Мужчины
| Спортсмен      | Дисциплина | Первый раунд | Первый раунд | Четвертьфинал        | Четвертьфинал        | Полуфинал            | Полуфинал            | Финал                | Финал                |
| Спортсмен      | Дисциплина | Результат    | Место        | Результат            | Место                | Результат            | Место                | Результат            | Место                |
| -------------- | ---------- | ------------ | ------------ | -------------------- | -------------------- | -------------------- | -------------------- | -------------------- | -------------------- |
| Эммануэль Путу | 100 м      | 11.34        | 5            | Завершил выступления | Завершил выступления | Завершил выступления | Завершил выступления | Завершил выступления | Завершил выступления |
| Джеймс Робертс | 100 м      | 11.37        | 7            | Завершил выступления | Завершил выступления | Завершил выступления | Завершил выступления | Завершил выступления | Завершил выступления |
| Джеймс Робертс | 200 м      | 23.22        | 4            | Завершил выступления | Завершил выступления | Завершил выступления | Завершил выступления | Завершил выступления | Завершил выступления |
| Джордж Джонсон | 400 м      | 51.54        | 6            | Завершил выступления | Завершил выступления | Завершил выступления | Завершил выступления | Завершил выступления | Завершил выступления |
| Джордж Джонсон | 800 м      | 1:56.04      | 6            | Завершил выступления | Завершил выступления | Завершил выступления | Завершил выступления | Завершил выступления | Завершил выступления |
| Алифу Массакуи | марафон    | н/д          | н/д          | н/д                  | н/д                  | н/д                  | н/д                  | 3:43:18.0            | 62                   |